# Grand Prix Chin Formuły 1
Grand Prix Chin – wyścig zaliczany do Mistrzostw Świata Formuły 1, odbywający się w sezonach 2004–2019 i od 2024 na torze Shanghai International Circuit w Szanghaju.

## Historia
Wizja wyścigu o Grand Prix Chin Formuły 1 powstała w latach 90. XX wieku. Chiński rząd planował budowę obiektu Formuły 1 w Zhuhai, w prowincji Guangdong. Tor Zhuhai International Circuit został wybudowany i tymczasowo został dodany do kalendarza Formuły 1 na sezon 1999. Ostatecznie ze względu na to, że tor nie spełniał standardów Formuły 1, wyścig wykreślono z kalendarza. Jednak rząd nie poddał się i z pomocą organizatorów wyścigu o Grand Prix Makau udało się zorganizować inauguracyjny wyścig w Chinach w sezonie 2004.
W październiku 2002 ogłoszono podpisanie siedmioletniego kontraktu na organizację wyścigu, począwszy od 2004. Obiektem zmagań został tor Shanghai International Circuit, który został zaprojektowany przez Hermanna Tilke. Otwarcie obiektu nastąpiło 6 czerwca 2004. 
Pierwszą edycję wyścigu wygrał Rubens Barrichello w Ferrari. Druga edycja, zorganizowana rok później, kończyła zmagania sezonu 2005. Wygrał Fernando Alonso, który sięgnął po tytuł mistrzowski, natomiast Renault wywalczyło pierwsze mistrzostwo konstruktorów. Wyścig w sezonie 2006 wygrał Michael Schumacher, dla którego to było ostatnie zwycięstwo w Formule 1.
W listopadzie 2008, agencja AFP podała, że przedstawiciel szanghajskich władz sportowych, Qiu Weichang zastanawiał się nad dalszą organizacją eliminacji, ze względu na jego duże koszty. Później informacja została sprostowana przez organizatorów wyścigu. 
W lutym 2011, urząd ds. sportu ogłosił przedłużenie umowy na organizację wyścigu do 2017 roku. W 2017 przedłużono kontrakt na trzy lata. W sezonie 2019 eliminacja ta była jednocześnie 1000. Grand Prix w historii Formuły 1.
W sezonie 2020 wyścig najpierw przełożono, potem odwołano ze względu na pandemię COVID-19. Runda w sezonie 2021, ze względu na ograniczenia w podróżowaniu, związane z pandemią COVID-19, została odroczona, a następnie odwołana. 6 listopada 2021 władze Formuły 1 ogłosiły przedłużenie umowy na organizację wyścigu do 2025 roku. Wyścig powrócił do Formuły 1 w sezonie 2024, a jego pierwszym zwycięzcą po przerwie został Max Verstappen

## Zwycięzcy Grand Prix Chin
| Sezon |     | Kierowca           |     | Samochód        |     | Silnik     | Tor/Lokalizacja                |        |
| ----- | --- | ------------------ | --- | --------------- | --- | ---------- | ------------------------------ | ------ |
| 2004  | BRA | Rubens Barrichello | ITA | Ferrari F2004   | ITA | Ferrari    | Shanghai International Circuit | Wyniki |
| 2005  | ESP | Fernando Alonso    | FRA | Renault R25     | FRA | Renault    | Shanghai International Circuit | Wyniki |
| 2006  | GER | Michael Schumacher | ITA | Ferrari 248 F1  | ITA | Ferrari    | Shanghai International Circuit | Wyniki |
| 2007  | FIN | Kimi Räikkönen     | ITA | Ferrari F2007   | ITA | Ferrari    | Shanghai International Circuit | Wyniki |
| 2008  | GBR | Lewis Hamilton     | GBR | McLaren MP4-23  | GER | Mercedes   | Shanghai International Circuit | Wyniki |
| 2009  | GER | Sebastian Vettel   | AUT | Red Bull RB5    | FRA | Renault    | Shanghai International Circuit | Wyniki |
| 2010  | GBR | Jenson Button      | GBR | McLaren MP4-25  | GER | Mercedes   | Shanghai International Circuit | Wyniki |
| 2011  | GBR | Lewis Hamilton     | GBR | McLaren MP4-26  | GER | Mercedes   | Shanghai International Circuit | Wyniki |
| 2012  | GER | Nico Rosberg       | GER | Mercedes F1 W03 | GER | Mercedes   | Shanghai International Circuit | Wyniki |
| 2013  | ESP | Fernando Alonso    | ITA | Ferrari F138    | ITA | Ferrari    | Shanghai International Circuit | Wyniki |
| 2014  | GBR | Lewis Hamilton     | GER | Mercedes F1 W05 | GER | Mercedes   | Shanghai International Circuit | Wyniki |
| 2015  | GBR | Lewis Hamilton     | GER | Mercedes F1 W06 | GER | Mercedes   | Shanghai International Circuit | Wyniki |
| 2016  | GER | Nico Rosberg       | GER | Mercedes F1 W07 | GER | Mercedes   | Shanghai International Circuit | Wyniki |
| 2017  | GBR | Lewis Hamilton     | GER | Mercedes F1 W08 | GER | Mercedes   | Shanghai International Circuit | Wyniki |
| 2018  | AUS | Daniel Ricciardo   | AUT | Red Bull RB14   | SUI | TAG Heuer  | Shanghai International Circuit | Wyniki |
| 2019  | GBR | Lewis Hamilton     | GER | Mercedes F1 W10 | GER | Mercedes   | Shanghai International Circuit | Wyniki |
| 2024  | NED | Max Verstappen     | AUT | Red Bull RB20   | AUT | Honda RBPT | Shanghai International Circuit | Wyniki |
| 2025  | AUS | Oscar Piastri      | GBR | McLaren MCL39   | GER | Mercedes   | Shanghai International Circuit | Wyniki |

Kierowcy
- 6 – Lewis Hamilton
- 2 – Fernando Alonso, Nico Rosberg
- 1 – Rubens Barrichello, Jenson Button, Oscar Piastri, Kimi Räikkönen, Daniel Ricciardo, Michael Schumacher, Max Verstappen, Sebastian Vettel

Producenci samochodów
- 6 – Mercedes
- 4 – Ferrari, McLaren
- 3 – Red Bull Racing
- 1 – Renault

Producenci silników
- 10 – Mercedes
- 4 – Ferrari
- 2 – Renault
- 1 – TAG Heuer, Honda RBPT